# Carex mossii
Espèce
Classification phylogénétique
Carex mossii est une espèce des plantes du genre Carex et de la famille des Cyperaceae.